# 과례천
과례천은 대전광역시 중구 문화동 보문산 인근에서 발원하여 중구 태평2동에서 유등천으로 유입되는 대전광역시의 지방하천이다. 하천연장 및 유로연장은 각 2.5km이며, 대부분의 구간이 복개되어 도로로 사용되고 있다. 